# Vännäs (đô thị)
Đô thị Vännäs (Vännäs kommun) là một đô thị ở hạt Västerbotten, phía bắc Thụy Điển. Thủ phủ là Vännäs. Thị xã lớn thứ 2 là Vännäsby với 1500 dân.
Năm 1928, khu Vännäs được tách khỏi đô thị nông nghiệp có cùng tên để tạo thành thị xã chợ (köping) Vännäs. Hai đơn vị này lại được hợp nhất năm 1971. Năm 1974, Bjurholm được bổ sung vào. Năm 1980, đô thị Bjurholm được tách và tái lập.
Đô thị này nằm ngay phía đông của đô thị Umeå, nơi có thành phố Umeå với 100.000 dân. Các đô thị giáp ranh là Vindeln, đô thị Bjurholm và đô thị Nordmaling.